# Ranunculus linearilobus
Ranunculus linearilobus är en ranunkelväxtart som beskrevs av Aleksandr Andrejevitj Bunge. Ranunculus linearilobus ingår i släktet ranunkler, och familjen ranunkelväxter. Inga underarter finns listade i Catalogue of Life.